# ميتسو كاتو
ميتسو كاتو (باليابانية: 加藤 光雄) (مواليد 22 يناير 1953)، هو لاعب كرة قدم ياباني سابق كان يلعب كلاعب وسط. سبق له أن لعب مع منتخب اليابان.

## وصلات خارجية
- ميتسو كاتو على موقع ناشيونال فوتبول تيمز (الإنجليزية)

- National Football Teams
- Japan National Football Team Database